# Paul Strunk
Paul Strunk (* 4. Dezember 1909 in Lauental bei Danzig; † 6. Juli 1972 in Schwandorf) war ein deutscher SS-Hauptscharführer, Angehöriger des Kommandanturstabs Sachsenhausen und verurteilter Kriegsverbrecher.

## Leben
Paul Strunk war Sohn eines Zuckerkochers. In Praust besuchte er von 1916 bis 1924 die Volksschule. Nach drei Jahren Lehrzeit bei einem Zimmerer legte er 1927 seine Gesellenprüfung ab. Bis 1933 blieb er arbeitslos. Nach der sogenannten Machtübernahme der Nationalsozialisten fand er Arbeit als Zimmermann.
Am 6. Januar 1934 schloss er sich der SS an. Am 1. Dezember 1936 trat er der NSDAP bei. Im September 1938 wurde er Angehöriger der SS-Totenkopfverbände und kam ins KZ Sachsenhausen. Er wurde militärisch ausgebildet und zum SS-Unterscharführer befördert und dann unter seiner Versetzung zum Kommandanturstab des Lagers zum Werkstattleiter der Zimmerei bestellt. 1941 wirkte Strunk an einem Massenmord mit: er war für den Bau der „Genickschussanlage“ verantwortlich, mit der mindestens 10.000 sowjetische Kriegsgefangene ermordet wurden. Aussagen ehemaliger Häftlinge aus der Lagerzimmerei belegen, dass Strunk auch direkt an Tötungen mitgewirkt hat.
Im September 1942 wurde Strunk in den Kommandanturstab des KZ Buchenwald versetzt, wo er bis März 1943 erneut in der Bauabteilung tätig war. Anschließend kam er zu einer SS-Panzereinheit in Bitsch und von dort zur 13. Waffen-Gebirgs-Division „Handschar“, die 1943 in Jugoslawien eingesetzt wurde.
Zum Ende des Kriegs 1945 geriet Strunk in der Steiermark in britische Kriegsgefangenschaft. Zunächst war er in einem Kriegsgefangenenlager in Italien und von dort im April 1946 nach Münsterlager gebracht. Am 19. Dezember 1947 verurteilte das Spruchgericht Bielefeld ihn wegen seiner SS-Zugehörigkeit zu einer Strafe von einem Jahr und sechs Monaten, die durch Internierungshaft als verbüßt galt. Nach seiner Freilassung ging er Anfang 1948 zu seiner Familie nach Dürnsricht. Er wurde bei der Firma Buchtal-GmbH in Schwarzenfeld als Zimmermann eingestellt und erhielt später den Posten einen Werkstattleiters.
Im Jahr 1964 kam er in Untersuchungshaft und wurde zusammen mit neun weitere SS-Angehörigen wegen der Ermordung der Sowjetischen Kriegsgefangenen im KZ Sachsenhausen angeklagt. Am 28. Mai 1965 wurde er vom Landgericht Köln wegen Beihilfe zum Mord zu einem Jahr Zuchthaus verurteilt. Für eine Verurteilung wegen einer direkten Beteiligung an den Erschießung reichten die Zeugenaussagen nach Ansicht des Gerichts nicht aus. Da die Untersuchungshaft angerechnet wurde, kam Strunk auf freien Fuß. Strunk starb 1972 bei einem Arbeitsunfall. Eine Gebäudedach aus Eternitplatten, auf dem er mit Ausbesserungsarbeiten beschäftigt war, war unter seinem Gewicht eingebrochen.